# Neonauclea havilandii
Neonauclea havilandii là một loài thực vật có hoa trong họ Thiến thảo. Loài này được Koord. ex Ridsdale mô tả khoa học đầu tiên năm 1989.